# Becerril de la Sierra
Becerril de la Sierra es un municipio y localidad española de la Comunidad de Madrid.

## Geografía
Limita por el oeste con Navacerrada y Collado Mediano, por el este con El Boalo y por el sur con Moralzarzal y al sureste con El Boalo y Colmenar Viejo en el parque regional de la Cuenca Alta del Manzanares.
Está situado a 50 kilómetros de la capital de la Comunidad de Madrid.

## Historia
La historia de Becerril de la Sierra está marcada por la ausencia de documentos, pues muchas de las fuentes primordiales para su estudio, como el archivo municipal, están desaparecidas.
A pesar de la ausencia de datos exactos acerca de su fundación, los historiadores sitúan el surgimiento de Becerril de la Sierra en el periodo de la Reconquista de la península ibérica, durante los siglos XII y XIII. Más concretamente, el lugar fue fundado en el periodo reconquistador del rey Alfonso. El territorio donde se asienta el pueblo pertenecía en 1208 al Sexmo de Manzanares, incluido a su vez en la Comunidad de Ciudad y Tierra de Segovia. En 1249 la entidad es citada por primera vez en una carta en la que Fernando III establece las lindes entre Madrid y Segovia, en un intento más de resolver el litigio que las dos villas mantenían desde 1152 por la propiedad de estas tierras limítrofes. Posteriormente, por decisión de Alfonso X el Sabio, esta zona constituiría el denominado Real de Manzanares.
La primera mención documental de Becerril de la Sierra se encuentra en 1385, fecha en la que se funda un Mayorazgo sobre el Real de Manzanares, en cuyo privilegio están citados todos los lugares, aldeas y villas ubicadas dentro de la jurisdicción del Real. Entre ellos está Becerril de la Sierra. Desde entonces pasó a estar bajo la protección, tanto judicial como militar, del Consejo del Excelentísimo Señor Duque del Infantado, ofreciendo a su Majestad el Rey Felipe IV la petición administrativa con titularidad de Villazgo hecha por el Concejo, Justicia y vecinos de Becerril. Finalmente, el lugar fue declarado como Villazgo en 1636 y confirmado en 1658 por el VII duque del Infantado, marqués de Santillana y conde del Real de Manzanares, Don Rodrigo de Mendoza y Sandoval.
El primer censo de población encontrado en Becerril de la Sierra contaba con 39 varones, ocho de ellos eran solteros y dos viudos. Por aquel entonces, la población de Becerril se dedicaba, principalmente, a la agricultura, al pastoreo y a la cría de ganado. Otro censo posterior, el conocido censo de Castilla de 1594, refleja que Becerril se componía de 69 vecinos, cuya aproximación en habitantes ascendía a 276.
Tras el descubrimiento de América, llegó una época de fuerte emigración española y Becerril de la Sierra también sufrió sus consecuencias. A pesar de esto, hubo habitantes que se quedaron. Estas gentes dedicaban sus labores y oficios a las necesidades de la comunidad vecinal, destacando el campo de labranza a causa del duro clima. Asimismo, también se ocupaban varios meses del año de la conducción de piedra, carbón y leñas a la Corte y Villa de Madrid. Otro sector de población se ocupaba del pastoreo y del ganado, principalmente vacuno, lanar y cabrío. Finalmente, otro menor número de trabajadores se repartía entre los jornaleros, criados, canteros, fabriqueros de carbón, tejedores, mampostería, cirujano, maestro de primeras letras y un sacristán.
Una época crítica para Becerril de la Sierra, así como para otros muchos pueblos de la comarca, fue lo acontecido en el año 1841, cuando Becerril fue afectado por las leyes desamortizadoras y de expropiación. Por aquel entonces, la pobreza y el aislamiento se acentuaron en toda la región.
Hasta la reforma de la nomenclatura municipal de 1916 el municipio se llamaba simplemente Becerril. En dicha fecha su nombre fue modificado por el de Becerril de la Sierra.
Por el contrario, en lo que se refiere a otra época de crisis, la guerra civil española de 1936, la localidad no fue de las que más sufrió sus nefastas consecuencias. Becerril vivió la contienda de otro modo, como lugar de acogida de vecinos de las poblaciones limítrofes, como Guadarrama y Los Molinos, dañadas y muy castigadas por los bombardeos y los efectos de la guerra.
Actualmente, Becerril de la Sierra es un municipio desarrollado, acogedor y de gran belleza natural y artística. Sus vecinos ya no sólo se dedican a actividades de ganadería y agricultura sino que muchos de ellos tienen como fondo de ingresos los establecimientos –restaurantes, hoteles, bares, tiendas...- surgidos del turismo. Precisamente, éste hace que en verano y fines de semana la población se multiplique y aumente hasta los 18 000 habitantes. En el pueblo, pasó largas temporadas y falleció el pintor cántabro Tomás Campuzano y Aguirre, autor de Becerril bajo la nieve.

## Demografía
Cuenta con una población de 6573 habitantes (INE 2024).
| Gráfica de evolución demográfica de Becerril de la Sierra entre 1842 y 2021 |
| |
| Población de derecho según los censos de población del INE Población de hecho según los censos de población del INEEn estos censos se denominaba Becerril: 1857, 1860, 1877, 1887, 1897, 1900 y 1910 |

## Transporte
Becerril de la Sierra cuenta con tres líneas de autobús interurbano. Una de ellas, llega hasta Madrid directamente teniendo la cabecera en el Intercambiador de Moncloa. Las tres líneas son:
| Línea | Recorrido                                              | Operador                  |
| ----- | ------------------------------------------------------ | ------------------------- |
| 690   | Guadarrama – Collado Mediano - Navacerrada             | Avanza Movilidad Integral |
| 691   | Madrid (Moncloa) – Becerril de la Sierra - Navacerrada | Avanza Movilidad Integral |
| 696   | Collado Villalba (Hospital) - Navacerrada              | Avanza Movilidad Integral |

## Servicios
Becerril de la Sierra dispone de una escuela infantil (pública) y de un colegio público bilingüe llamado Juan Ramón Jiménez, en honor al genial poeta español. En él se imparte educación infantil, primaria y secundaria.

## Cultura
Becerril de la Sierra ofrece ejemplos de patrimonio y cultura que merecen una visita. La arquitectura religiosa –con dos iglesias- y la civil –con la plaza de la Constitución y varias fuentes- conviven perfectamente y muestran parte de la tradición e historia de la localidad. 

### Casa consistorial
Situado en la plaza de la Constitución, el ayuntamiento es un edificio porticado, de tres alturas, coronado con techo de pizarra y dos relojes.

### Fuente de la Bola
Está construida en piedra y presenta dos estrechos caños que vierten sus aguas a un pilón con forma rectangular. La fuente está coronada con una bola pétrea. Se encuentra en la plaza del Espejo.

### Fuente de los Cielos
Fue construida en 1955 en piedra. Presenta un pequeño pilón ovalado en cuyo centro se asienta un elemento vertical que divide en dos el pilón donde se recogen las aguas. La fuente está coronada por una bola pétrea. Se encuentra en la plaza Fuente de los Cielos.

### Fuente del Caño
Esta fuente circular con dos caños fue construida en granito en 1889 y reconstruida en 1982. Está situada en la avenida de Calvo Sotelo, cerca del ayuntamiento.

### Iglesia de Nuestra Señora del Valle
Fue construida a finales de la década de 1960 gracias a la iniciativa de un grupo de personas que pasaba parte de sus vacaciones en Becerril de la Sierra. La iglesia fue diseñada para que se integrara perfectamente en el entorno donde se ubica. De hecho, la forma de su estructura y los colores del hormigón simbolizan la montaña y los campos de Becerril. 
Tanto la planta como el alzado de la iglesia de Nuestra Señora del Valle se caracterizan por sus formas triangulares y por los muros inclinados. El interior del templo y su ornamentación se adaptan al estilo arquitectónico de la iglesia.

### Iglesia parroquial de San Andrés Apóstol

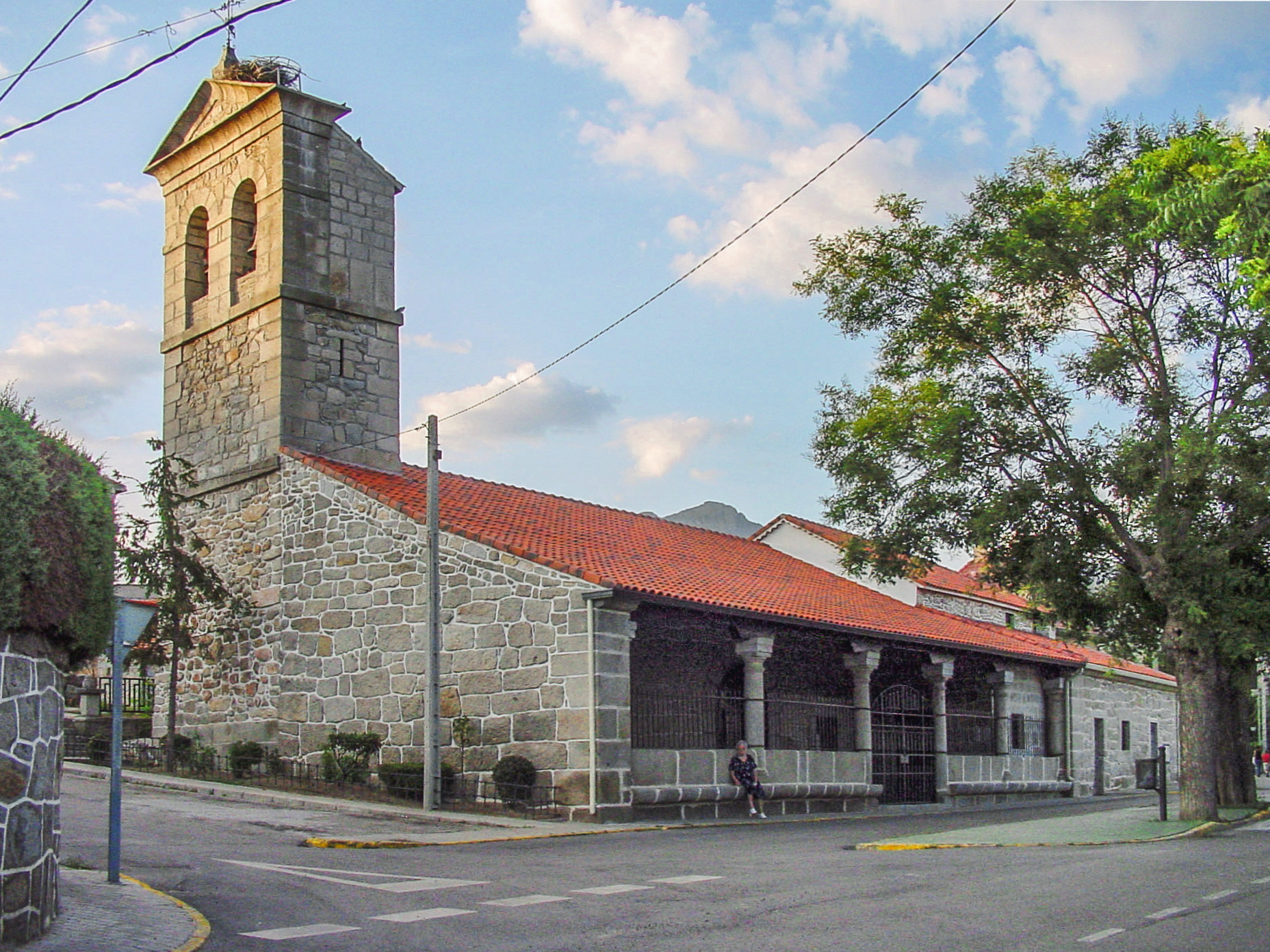
Iglesia de San Andrés Apóstol

De estilo barroco rural y con influencias herrerianas, su construcción, en piedra, está fechada entre finales del siglo XVI y principios del siglo XVII. La iglesia -que presenta una nave de planta rectangular con algunas irregularidades- destaca por su torre de tres cuerpos separados por impostas y por su pórtico sobre columnas toscanas. 
El atrio lateral es uno de los elementos más valiosos de la iglesia y su cubierta a una sola agua se asienta sobre seis columnas toscanas que, a su vez, reposan sobre un muro de baja altura. El atrio es también el lugar donde se encuentra el acceso al interior del templo, a través de un arco de medio punto construido con dovelas. Hay autores que creen que este atrio fue añadido a finales del siglo XVIII.
Al finalizar la guerra civil española, la iglesia de San Andrés Apóstol estaba bastante deteriorada por lo que la Junta Nacional de Reconstrucción de Templos Parroquiales se hizo cargo de su reconstrucción. Esta iglesia también vivió reformas a finales de los años 1960 y también en 1995.